# Zulia pubescens
Zulia pubescens là một loài côn trùng thuộc chi Zulia.